# 洪家关白族乡
洪家关乡，是中华人民共和国湖南省张家界市桑植县下辖的一个乡镇级行政单位。

## 行政区划
洪家关乡下辖以下地区：
廖家溶村、龙头村、小河口村、李家坪村、南岔村、回龙村、化香峪村、鹤溪峪村、风坪村、尧充峪村、云丰村、泉峪村、洪家关村、兴隆村、花园村、杜家山村、龙洞亚村、杨柳池村、余田坪村、胜龙村、海龙村、七湾村、实竹坪村、三屋逻村和银杏塔村。